# Limpach (Fluss)
Der Limpach ist ein rund 19 Kilometer langer linker Nebenfluss der Emme in den Schweizer Kantonen Bern und Solothurn. Er entwässert einen Abschnitt des Mittellandes und gehört zum Einzugsgebiet von Aare und Rhein.

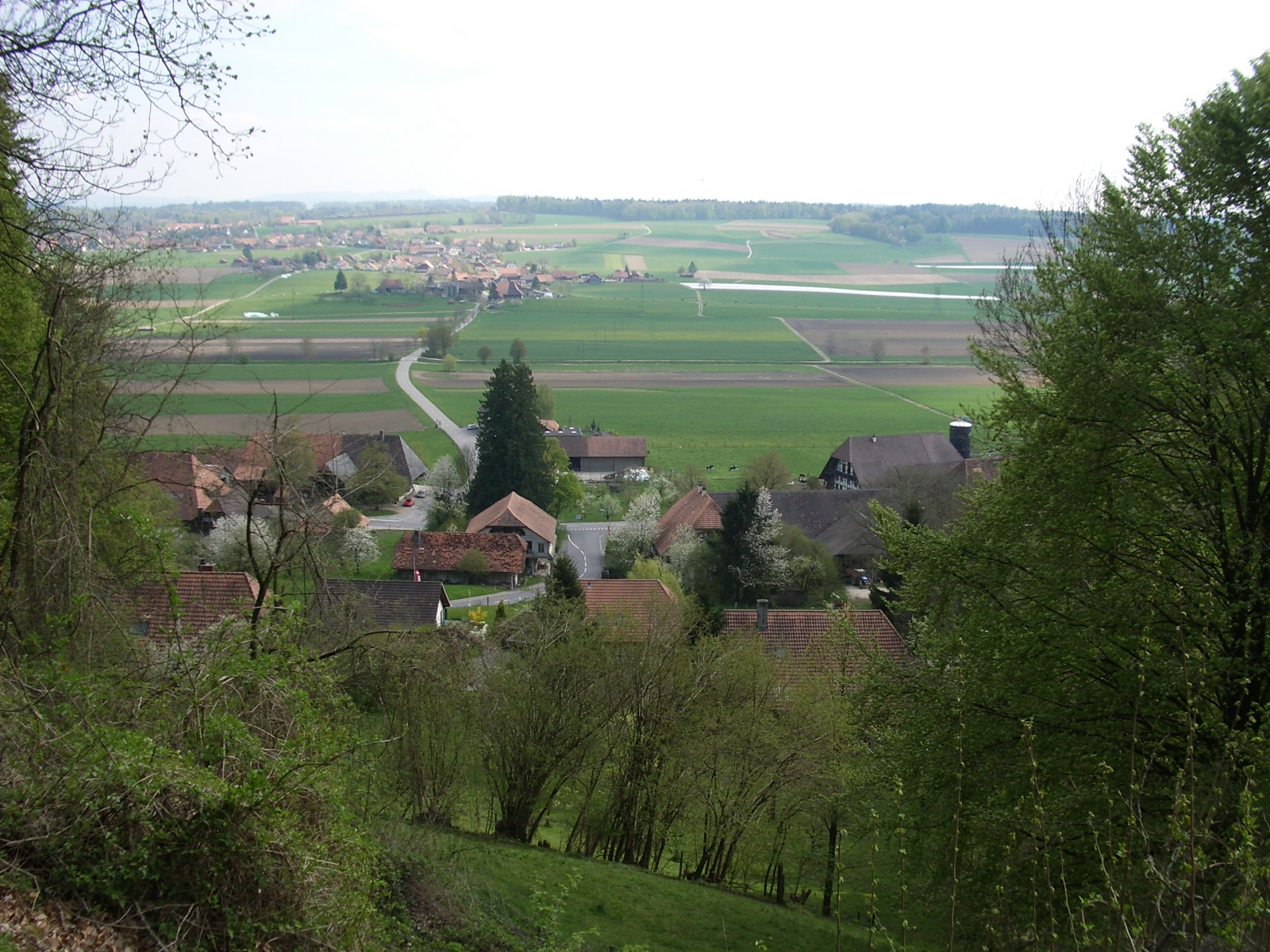
Das Limpachtal zwischen Balm bei Messen und Messen

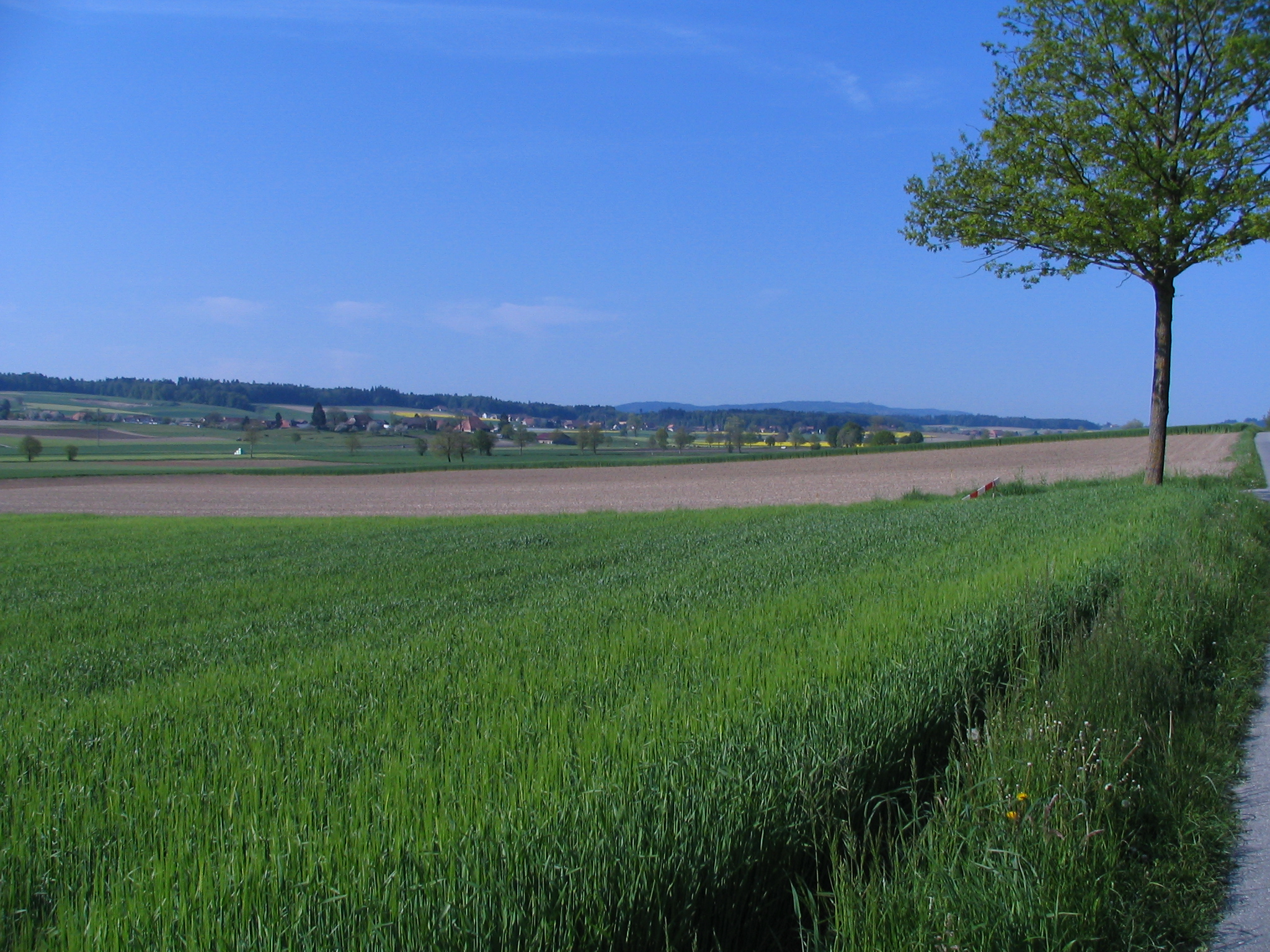
Limpachtal in der Gegend von Wengi

## Geographie
Die Quelle des Limpach liegt auf 545 m ü. M. im Waldstück Schatthole zwischen Ottiswil und Ammerzwil in der Gemeinde Grossaffoltern. Er passiert Ottiswil und nimmt bei Scheunenberg bei Wengi am westlichen Rand des Limpachtals von rechts den etwa gleich grossen Golihuebbach auf. Der Limpach verläuft nun auf einem rund 9 km langen Abschnitt schnurgerade in einem Kanalgerinne durch das Limpachtal. Bei Messen tritt der Bach vom Kanton Bern für eine kurze Strecke ganz auf Solothurner Gebiet über, danach bildet er bis fast zu seiner Mündung die Kantonsgrenze zwischen Bern und Solothurn.
Das Limpachtal ist eine auf durchschnittlich 470 m ü. M. gelegene Talsenke, die den Bucheggberg im Norden von den Höhen des Rapperswiler Plateaus im Süden trennt. Es ist 13 km lang und besitzt einen komplett flachen Talboden von 1 bis 2 km Breite. Aufgefüllt ist die Talsenke mit tonigen Silten, welche im Lauf der Zeit auf den umliegenden Höhen abgetragen wurden; darüber liegt eine mächtige Torfschicht.
Auf der Höhe der Ortschaft Limpach nimmt der Bach eine nordöstliche Fliessrichtung ein. Bald danach erreicht er die Schwemmlandzone der Emme und verläuft entlang dem Südfuss des Altisberges (nordöstlicher Ausläufer des Bucheggberges) durch den Bätterkinder Ortsteil Kräiligen, bevor er auf halbem Wege zwischen Bätterkinden und Biberist auf 458 m ü. M. in die Emme mündet.

## Hydrologie
Auf der gesamten Flussstrecke beträgt das Gefälle nur gerade 0,46 %. Der Limpach ist durch ein pluviales Abflussregime geprägt, wobei sich die mittlere Abflussmenge bei Kyburg-Buchegg auf 930 l/s beläuft. Von Süden fliessen mehrere Bäche aus dem Rapperswiler Hügelland zum Limpach, und zwar der Hoschwerzibach, der Messibach und der Mülchibach.
Die Wasserqualität des Baches ist durch die intensive landwirtschaftliche Nutzung der Flächen im Einzugsgebiet stark beeinträchtigt; die Ammonium- und Nitrat-Gehalte liegen deutlich über dem Niveau, das für eine gesunde biologische Situation gefordert wird.

## Nutzung
Das Limpachtal bildete früher ein ausgedehntes Sumpfgebiet, in dem zeitweise Torf gestochen wurde.

## Bachkorrektion
Bereits im 15. Jahrhundert begannen erste Massnahmen zur Entsumpfung des Geländes im Limpachtal. Einige Abschnitte des Limpachs wurden ab 1746 kanalisiert. Eine kantonsübergreifende Melioration des Limpachtals wurde von 1939 bis 1951 durchgeführt, um neues Kulturland zu gewinnen. Seither ist der gesamte Lauf des Limpachs kanalisiert und begradigt, der Fluss weist keine natürlichen Abschnitte mehr auf. Heute erinnert einzig noch das Moos zwischen Wengi und Scheunenberg an die ehemalige Moorlandschaft.